# Live In Stockholm
Live in Stockholm är en live EP av John Norum, Europe. 

## Låtar
1. "Eternal Flame" – 3:40 (John Norum, (Marcel Jacob)
2. "Don't Believe a Word" – 3:00 (Phil Lynott)
3. "Bad Reputation" – 3:51 (Brian Downey, Scott Gorham, Phil Lynott)
4. "Blind" – 3:53 (John Norum, (Marcel Jacob)
5. "Free Birds in Flight" (studio recording) – 3:00 (John Norum)

De fyra första låtarna är inspelad på biograf Draken i Stockholm den 14 mars 1988. "Free Birds in Flight", är en instrumental låt inspelad i Stockholm recording 1987..

## Medlemmar
- John Norum – Gitarr, sång
- Göran Edman – Sång
- Marcel Jacob – Bass
- Henrik "Hempo" Hildén – Trummor
- Peter Hermansson – Trummor (instrumental låt)
- Mats Lindfors – Komp gitarr, keyboards, kör
- Per Blom – Keyboards (instrumental låt)

## Album "credits"
- Producerad av: John Norum
- Mixed av: Per Blom for Peak Productions

Mall:John Norum